# Pozo Colorado
Pozo Colorado – miasto w środkowo-zachodnim Paragwaju. Miasto to jest centrum działalności hodowlanej w regionie i stanowi dużą część krajowej produkcji wołowiny.